# Фантастичне игре
Фантастичне игре (шп. Danzas fantásticas, Op. 22) су најпознатије музичко дело шпанског композитора Хоакина Турине. Изворно су написане 1919. године за соло клавир, а касније су оркестриране. Будући да је прво изведена оркестарска верзија, дошло је до извесне забуне у прегледу композиторових дела.
Дело је инспирисано романом Хосеа Маса „Пијанка“ (шп. La orgía). Реченице из књиге су биле одштампане на партитури изнад сваке игре, које су компоноване у различитим стиловима шпанске традиције:
- 1. Усхићеност (шп. Exaltación), арагонска хота

Изгледало је као да су се ликови на оној неупоредивој слици кретали у чашици цвета.
- 2. Сањарење (шп. Ensueño), баскијски сорико у 5/8 такту

Када су се огласиле жице гитаре, звучале су као жалопојке душе која више не може да издржи терет горчине.
- 3. Пијанка (шп. Orgía), андалузијска фарука

Мирис цвећа се мешао са аромом камилице, а са дна уских чаша, испуњених неупоредивим вином, уздизала се радост.
Фантастичне игре су у изворном облику написане за соло клавир у августу 1919. Турина је дело оркестрирао између 15. септембра и 30. децембра 1919. Оркестарска верзија је први пут изведена 13. фебруара 1920. године у мадридском Тетру Прајс. Мадридским филхармонијским оркестром дириговао је Бартоломе Перез Касас. Композитор је верзију за соло клавир први пут представио 15. јуна 1920. у Филхармонијском удружењу Малага.
Турина је дело посветио својој супрузи Обдулији Гарзон.